# Светлохвойный лес
Светлохвойный лес — лес, где главными лесообразующими породами являются светолюбивые хвойные древесные породы (сосна, лиственница).
Широко распространены в России, Скандинавских странах, США, Канаде.
Ажурность крон и относительно небольшая сомкнутость полога пропускают большее количество осадков и света, чем в темнохвойных и смешанных хвойных лесах, лучше прогреваются почвы. Поэтому напочвенный покров и подлесок развиваются интенсивней, подзолообразовательный процесс происходит быстрее, не накапливается грубый гумус и в результате почвы более плодородные.
Светлохвойные насаждения чаще одновозрастные, потому что подрост светолюбивых пород плохо сохраняется под пологом леса. Однако циклически повторяющиеся низовые пожары содействуют формированию разновозрастных древостоев в светлохвойных лесах.
Лиственничный лес произрастает от засушливых степей до зоны лесотундры и верхней границы леса в горах. Поверхностная корневая система лиственницы позволяет им существовать в условиях вечной мерзлоты, на моховых болотах. Распространяется на север дальше других древесных пород. Из образующих самостоятельный древостой лиственница — единственное хвойное дерево с опадающей на зиму хвоей — самая распространённая лесобразующая порода.
Сосновый лес произрастает в основном в умеренной лесной и лесостепной зоне Северного полушария, также встречается в тропиках и субтропиках..